# Тест, Франсуа Антуан
Франсуа́ Антуа́н Тест (фр. François Antoine Teste; 1775—1862) — французский военный деятель, дивизионный генерал (1813 год), барон (1810 год), пэр (1839 год), участник революционных и наполеоновских войн. Имя генерала выбито на Триумфальной арке в Париже. Старший брат политика и адвоката Жан-Батиста Теста.

## Биография
Родился в семье Антуна Теста (фр. Antoine Teste; 1747—1807), адвоката парламента Прованса, и Элизабет Буайе (фр. Élisabeth Boyer; ок.1744—1814). Его младший брат Жан-Батист (фр. Jean-Baptiste Teste; 1780—1852) стал известным политиком и адвокатом. В 1801 году в Италии будущий генерал женился на уроженке Ливорно графине Марии-Терезе де Монтальво (фр. Marie Thérèse de Montalvo; 1781—1815). В браке у него родились три дочери и сын.
В августе 1792 года вступил волонтёром в оплачиваемую гренадерскую роту Национальной гвардии департамента Гар. Участвовал в марше против повстанцев в лагере Жалес. 1 апреля 1793 года стал сержантом. 4 сентября 1793 года избран сослуживцами подполковником и командиром 1-го батальона округа Пон-Сент-Эспри. С 1793 года по 1794 год служил в Армии Восточных Пиренеев. 30 мая 1794 года был освобождён народным представителем от должности под предлогом некомпетентности и возвратился к активной службе только 17 марта 1796 года. 11 сентября 1798 года назначен командиром батальона 49-й полубригады линейной пехоты, 23 ноября 1798 года — 87-й полубригады линейной пехоты. 22 ноября 1799 года стал адъютантом генерала Жозефа Шабрана, служил в составе Дунайской, Гельветической и Итальянской армий. 14 февраля 1800 года был назначен начальником штаба 5-й пехотной дивизии генерала Шабрана в Резервной армии. 26 мая участвовал в осаде форта Бард.
9 августа 1800 года произведён в полковники, и стал командиром 5-й полубригады линейной пехоты. В 1801 году служил в Южной армии под началом генерала Мюрата. Участвовал в Итальянской кампании 1805 года в составе пехотной дивизии Молитора. Отличился 30 октября при переправе через Адидже, и в ходе атаки на неприятельские позиции при Кальдьеро. Также отличился в бою у Сан-Пьетро-ин-Гу, где атаковал арьергард эрцгерцога Карла. 4 ноября 1805 года прямо на поле боя был произведён маршалом Массена во временные бригадные генералы.
С апреля 1806 года командовал пехотной бригадой (5-й и 23-й линейные полки) в составе Армии Далмации. Участвовал в Далматской экспедиции. 28 июля 1806 года был утверждён в звании бригадного генерала. Оккупировал  и оборонял Рагузу от русских и черногорцев. В июне 1807 года был комендантом Спалато. В июле 1807 года в составе дивизии Суама вернулся в Италию, и выполнял функции коменданта Брешии, Вероны и Тревизо.
1 апреля 1809 года назначен командиром 1-й бригады 3-й пехотной дивизии генерала Гренье Итальянской армии. В этой должности участвовал в Австрийской кампании 1809 года. 16 апреля получил перелом ноги в результате попадания картечи в сражении при Сачиле. Затем действовал в Венгрии, 14 июня в битве при Раабе захватил нагорье Сабадхеги. 5 и 6 июля отличился при Ваграме. 15 августа 1809 года получил титул барона Империи и дотацию в 4000 франков ренты с департамента Рим. Патент был подтверждён 21 ноября 1810 года.
С 5 апреля по 13 сентября 1811 года выполнял функции губернатора Кюстрина. 19 апреля 1811 года возглавил 2-ю бригаду 5-й пехотной дивизии генерала Компана Эльбского наблюдательного корпуса. Принимал участие в Русской кампании 1812 года в составе 1-го армейского корпуса маршала Даву Великой Армии. 5 сентября отличился при взятии Шевардинского редута. 7 сентября в сражении при Бородино тяжело ранен пулей в правую руку и оставлен в госпитале в Можайске. 11 сентября по пути в Москву едва не попал в плен вместе с генералом Компаном во время налёта отряда генерала Дорохова на Можайскую дорогу. 12 октября 1812 года — комендант Вяземского и Гжатского уезда.
14 февраля 1813 года произведён в дивизионные генералы, и назначен командиром 4-й пехотной дивизии 2-го обсервационного Рейнского корпуса, переименованного 12 марта 1813 года в 6-й армейский корпус маршала Мармона. Оборонял Кассель от нападения казаков, затем занял пост губернатора Магдебурга. 18 апреля возглавил 23-ю пехотную дивизию в 6-м корпусе. 1 июля 1813 года переведён с дивизией в состав 1-го армейского корпуса генерала Вандама. 30 августа 1813 года попал в плен в сражении при Кульме.
Возвратился во Францию только в июне 1814 года и 31 августа того же года назначен комендантом департамента Па-де-Кале. 15 апреля 1815 года, во время «Ста дней», отозван в Париж и присоединился к Наполеону. С 23 апреля 1815 года командовал 21-й пехотной дивизией 6-го корпуса Северной армии. Сражался 16 июня при Линьи. 17 июня передан под начало маршала Груши. 18 июня участвовал в атаке на Вавр, а 19 июня драля у мельницы Бьерж. После разгрома основных сил при Ватерлоо прикрывал отступление Груши и сдерживал пруссаков в битве при Намюре 20 июня. После этого присоединился к маршалу Даву для обороны левого берега Луары в окрестностях Орлеана. 3 августа 1815 года занимался роспуском пехоты, после чего оставался без служебного назначения.
30 декабря 1818 года помещён в резерв Генерального штаба. 7 мая 1828 года назначен генеральным инспектором пехоты 13-го военного округа.  3 августа 1830 года стал командующим 14-го военного округа в Руане. В 1832 году принимал участие в экспедиции в Бельгию, где командовал 2-й пехотной дивизией Северной армии. 7 ноября 1839 года получил титул пэра Франции. 12 ноября 1843 года был определён в резерв Генерального штаба и 8 июня 1848 года вышел в отставку.

## Воинские звания
- Гренадер (август 1792 года);
- Сержант (1 апреля 1793 года);
- Подполковник (4 сентября 1793 года);
- Полковник (9 августа 1800 года);
- Бригадный генерал (4 ноября 1805 года, утверждён 28 июля 1806 года);
- Дивизионный генерал (14 февраля 1813 года).

## Титулы
- Барон Тест и Империи (фр. baron Teste et de l'Empire; декрет от 15 августа 1809 года, патент подтверждён 21 ноября 1810 года)[3].

## Награды
Легионер ордена Почётного легиона (11 декабря 1803 года)
 Офицер ордена Почётного легиона (14 июня 1804 года)
 Командан ордена Почётного легиона (8 октября 1812 года)
 Кавалер военного ордена Святого Людовика (8 июля 1814 года)
 Великий офицер ордена Почётного легиона (21 марта 1831 года)
 Командорский крест австрийского ордена Леопольда (15 октября 1839 года)
 Большой крест ордена Почётного легиона (14 декабря 1849 года)